# Lac salé de Jilantai
Le lac salé de Jilantai (chinois : 吉兰泰盐湖 ; pinyin : Jí lán tài yánhú) est l'un des nombreux lacs saumâtres du plateau mongol, en Chine, à 90 kilomètres à l'Ouest de Wuda, dans le géoparc national d'Alashan. Il est l'un des grands centres de production de sel en Chine. 

## Géologie
Faisant partie intégrante du lac paléolithique d'Ulan Buh formé à la suite du soulèvement des Monts Helan, il a perduré lors de la désertification qui s'est produite pendant l'holocène, le reste de la zone formant le désert d'Ulan Buh.